# Сільвіо Мікалі
Сільвіо Мікалі (італ. Silvio Micali нар.13 жовтня 1954)  — італійський фахівець в галузі інформатики, криптографії та інформаційної безпеки. Лауреат Премії Тюрінга 2012 року.